# Giuseppe Verdi (film 1953)
Giuseppe Verdi è un film del 1953 diretto da Raffaello Matarazzo.
Si tratta della biografia romanzata (rivista da Matarazzo in chiave strappalacrime) del celebre compositore Giuseppe Verdi.

## Trama
Siamo nel 1901 e l'ormai anziano Giuseppe Verdi è vicino alla morte, ma prima di morire ripercorre tutta la sua vita, tornando con la mente al lontano 1838.
Giuseppe è a Milano, la celebre città che ha ospitato gran parte dei più famosi compositori italiani, e tenta di superare l'esame di ammissione al conservatorio per guadagnarsi da vivere con la sua famiglia. Venendo respinto, Giuseppe non si arrende e poco tempo dopo ha un discreto successo con la sua prima opera: Oberto, Conte di San Bonifacio (1839). Passando più avanti con gli anni, Giuseppe Verdi dopo aver superato un brutto periodo di crisi, dovuto anche alla morte prima dei suoi due adorati bambini ed in seguito anche dell'amata moglie Margherita Barezzi, ottiene la gloria incontrando il soprano Giuseppina Strepponi che lo salverà dalla depressione, gli spianerà la strada verso il grande successo e che alla fine diverrà la sua seconda moglie; la fama del compositore aumenterà ancora di più con la composizione del Nabucco nel 1842, per poi arrivare alla consacrazione definitiva grazie al trittico composto da Rigoletto (1851), Il trovatore (1853) e La traviata (1853) a cui seguiranno molte altre opere rimaste nella storia come Aida (1871) ed Otello (1887).

## Distribuzione
Il film fu distribuito nelle sale cinematografiche italiane il 22 dicembre del 1953.
Nel 2016 è stato presente nella sezione Festa Mobile / Festa Vintage del 34° Torino Film Festival in una versione restaurata e colorizzata (la pellicola originale fu realizzata in bianco e nero) dalla Cineteca Nazionale.

## Accoglienza

### Incassi
Il film ebbe molto successo tra il pubblico: con un'introito di 957.429.559 lire dell'epoca, risultò il terzo maggior incasso in Italia della stagione cinematografica 1953-1954, preceduto solamente da Pane, amore e fantasia di Luigi Comencini e da Il ritorno di don Camillo di Julien Duvivier.